# Polder (muziek)
Polder is een Nederlandse techno en house-act. De groep bestaat uit Lauhaus en David Labeij. Toen ze in 2004 samen veel feesten hadden bezocht, besloten ze hun krachten te bundelen, wat Polder opleverde. De mannen van Polder draaien op feesten en organiseren zelf ook regelmatig feesten.
Het verschil tussen de manier van draaien tussen beide dj's is dat Labeij diepere techno en house draait, terwijl Lauhaus zich meer richt op de dansvloergerichte muziek.
Enkele feesten waar Polder draaide zijn:
- Lowlands (2007)
- Mono and Traffic
- VOLTT
- Free Your Mind
- Awakenings

Polder heeft enkele nummers uitgebracht op labels als Intacto records, Remote Area, 100% pure en Circus Company.